# 전문 석사
전문 석사(MS, 프랑스어: Mastère Spécialisé)는 프랑스 Grandes Écoles의 회의에 의해 1986년 설립된 석사 학위이다. 이 과정은 최소 4개월 인턴십을 포함하여 1년 정도 걸린다. 과정은 프랑스어나 영어로 진행된다. 항공, 컴퓨터 과학, 생물학, 경영 등 많은 분야에 MS가 있다.
또한, 전문 석사 (Graduate Diploma or Diploma for Graduate)는 아시아지역 국가와 미국에는 없는 학위로써 주로 영국, 아일랜드, 호주, 뉴질랜드, 캐나다에서 운영하고 있으며 석사학위 과정과 동일하게 수업이 진행되나 석사 학위논문을 쓰지 않으므로 전문석사 또는 석사과정 수료라고 한다.
참고로 전문석사과정은 석사예비과정 (Pre-Masters)과 다른 과정이며, 전문석사와 다르게 석사예비과정은 학위과정이 아닌 학위 준비과정이다.

## 예시
- GradDipDes: Graduate Diploma in Design (디자인 전문석사)

- GradDipBus: Graduate Diploma in Business (경영학 전문석사)
- GradDipSc: Graduate Diploma in Science (이학 전문석사)
- GradDipEdu: Graduate Diploma in Education (교육학 전문석사)
- GradDipEng: Graduate Diploma in Engineering (공학 전문석사)
- GradDipIR: Graduate Diploma in International Relations (국제관계학 전문석사)

## 대한민국
대한민국에서는 법학전문대학원에서 법학 전문석사 학위를 수여한다.
의학전문대학원에서 의무 석사 학위를 수여한다.
비슷한 것으로는 전문대학에서 수여하는 전문기술석사가 있다.

## 같이 보기
- 전문학사
- 라우레아
- 전문박사